# Chillin'
Chillin' es el segundo sencillo del grupo francés Modjo. Es, junto a "Lady", el mayor éxito del grupo. El videoclip de la canción fue dirigido por Yannis Mangematin y producido por Ninety Nine.

## Producción y recepción
La canción fue una de las primeras realizadas por Modjo, y se publicó como sencillo un año antes de que saliera su álbum. Para hacerla, el grupo usó diversos samples del tema Le Freak (1978), del popular grupo de funk Chic. Yann Destal, cantante del grupo, se encargó de añadir la letra a la base musical.La canción tuvo cierto éxito, llegando a estar en el número 12 de las listas del Reino Unido.

## Lista de canciones
Chillin' (Radio Edit) 3:48
Chillin' (Original Extended) 5:07
Chillin' Con Carne (Por Favor Mix By We In Music Vs. The Buffalo Bunch) 5:52
The Art Of Chillin' 4:03